# 22. domobranski pehotni polk (Avstro-Ogrska)
Za druge 22. polke glejte 22. polk.
22. domobranski pehotni polk je bil pehotni polk avstro-ogrskega Domobranstva.

## Zgodovina
Polk je bil ustanovljen leta 1889. 

### Prva svetovna vojna
Polkovna narodnostna sestava leta 1914 je bila sledeča: 54% Romunov, 27% Rutencev in 19% drugih.
Naborni okraj polka je bil v Črnovicah (Czernowitz) in Kolomiji, pri čemer so bile polkovne enote garnizirane v Črnovicah.
Med prvo svetovno vojno se je polk bojeval tudi na soški fronti.

## Poveljniki polka
- 1898: Eduard Fournier[3]
- 1914: Alois Göttl[1]